# Grumman F7F Tigercat
Grumman F7F Tigercat – amerykański dwusilnikowy samolot myśliwski zaprojektowany w okresie II wojny światowej. Był to drugi (po Grumman XF5F Skyrocket) myśliwiec dwusilnikowy zaprojektowany dla potrzeb US Navy, jednak z powodu swoich rozmiarów mógł operować tylko z pokładów lotniskowców typu “Midway”. Pierwszą partię samolotów dostarczono do jednostek US Marines jeszcze przed końcem wojny, ale nie wzięły one aktywnego udziału w walkach. Pomimo że zostały zaprojektowane oryginalnie jako myśliwce pokładowe, jedynie samoloty wersji F7F-4N były używane przez marynarkę wojenną; pozostałe operowały z lotnisk lądowych. Tigercaty wzięły udział w wojnie koreańskiej. Wycofano je ze służby w roku 1954.
Kontrakt na nowy samolot o oznaczeniu XF7F-1 został podpisany 30 czerwca 1941. Firma Grumman pragnęła zaprojektować samolot lepszy od wszystkich współczesnych mu myśliwców, lepiej uzbrojony i mogący spełniać także zadania samolotu szturmowego. Tigercat został uzbrojony w cztery działka M24 i cztery karabiny maszynowe M2 kalibru 12,7 mm. Dodatkowo pod kadłubem i skrzydłami znajdowały się zaczepy na bomby i torpedy. Tigercat był jednym z najszybszych myśliwców z silnikiem tłokowym i najszybszym samolotem w służbie amerykańskiej marynarki wojennej. Na poziomie morza był o ponad 130 km/h szybszy od Vought F4U Corsair.
Znakomite osiągi i silne uzbrojenie samolotu zostały okupione wysoką masą własną i dużą prędkością lądowania, co ostatecznie spowodowało, że uznano je za nienadające się do operowania z lotniskowców. Podczas testów odkryto także problemy ze stabilnością w locie z jednym silnikiem oraz kłopoty z hakiem podogonowym. Pierwsza seria produkcyjna została więc skierowana do jednostek USMC jako myśliwiec nocny. Samolot został w tym celu wyposażony w radar APS-6.
W następnej wersji produkcyjnej F7F-3 dokonano kilku zmian, mających na celu przystosowanie samolotu do działań z lotniskowców, ale po wypadku przy lądowaniu na lotniskowcu USS „Shangri-La” także ten model nie otrzymał certyfikatu Navy. Wersja F7F-3 była produkowana w odmianach jako myśliwiec, myśliwiec nocny i samolot rozpoznania fotograficznego.
Dopiero ostatnia wersja (F7F-4N), która została bardzo poważnie zmodyfikowana, otrzymała certyfikat marynarki wojennej jako myśliwiec pokładowy, ale zbudowano tylko 12 egzemplarzy tego samolotu.
Tigercaty używane były w czasie wojny koreańskiej jako myśliwce nocne i samoloty szturmowe. Po wycofaniu ze służby kilkanaście F7F zostało przerobionych na samoloty do gaszenia pożarów.
Pierwotnie samolot miał otrzymać nazwę „Tomcat” („kocur”), ale ponieważ „tomcat” oznacza w slangu również „bardzo aktywnego seksualnie mężczyznę”, uznano, że nazwa jest zbyt „wulgarna”. W późniejszym czasie nazwę Tomcat otrzymał inny myśliwiec US NAVY F-14